# Tokihiko Okada
Tokihiko Okada (岡田 時彦, Okada Tokihiko), né le 18 février 1903 et mort le 16 janvier 1934, est une vedette du cinéma muet japonais au cours des années 1920 et du début des années 1930. Son vrai nom est Eiichi Takahashi (高橋 英一, Takahashi Eiichi).

## Biographie
Natif du quartier de Kanda-ku, aujourd'hui rattaché à l'arrodissement Chiyoda de Tokyo, Tokihiko Okada fait ses débuts aux studios Taishō Katsuei. Plus tard il est un acteur de premier plan de la Nikkatsu puis de la Shōchiku, pour des réalisateurs japonais de renom comme Yutaka Abe, Kenji Mizoguchi et Yasujirō Ozu.
Le critique cinématographique Tadao Satō rapporte qu'Okada était parmi les plus beaux et les plus appréciés acteurs japonais de l'époque. Tout au long de sa carrière, Okada joue le rôle du nimaine par excellence (traduit par « de second rang »), homme romantique et sensible par opposition aux meneurs et aux durs appelés tateyaku.
Il s'est marié à l'actrice Sonoko Tazuru (ja) avec qui il a eu une fille, l'actrice Mariko Okada. Tokihiko Okada meurt de la tuberculose un mois et deux jours avant son 31e anniversaire. Il a tourné dans plus de soixante-dix films entre 1920 et 1933.

## Filmographie

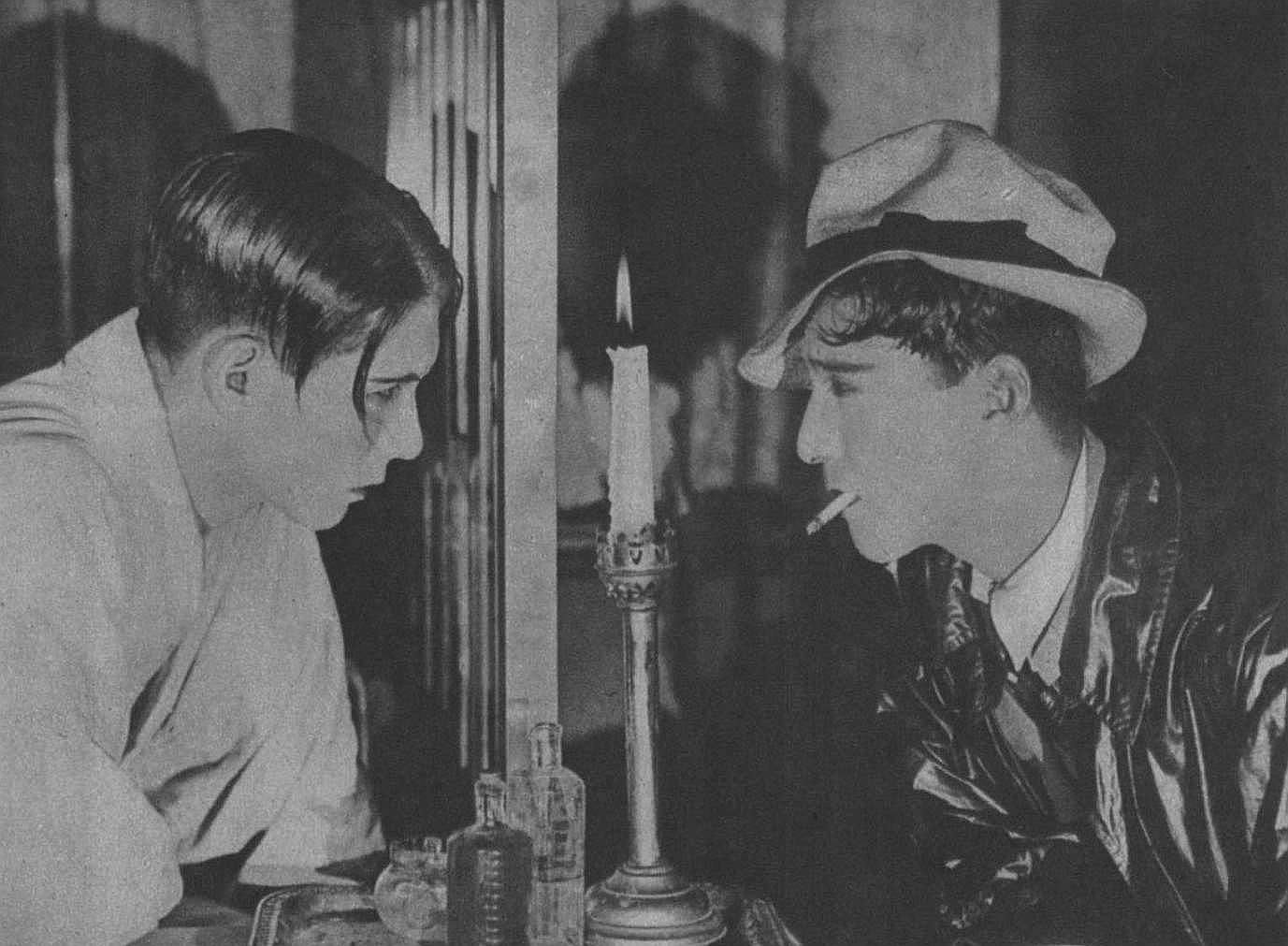
Eiji Nakano et Tokihiko Okada dans Cœur aimable (1927).

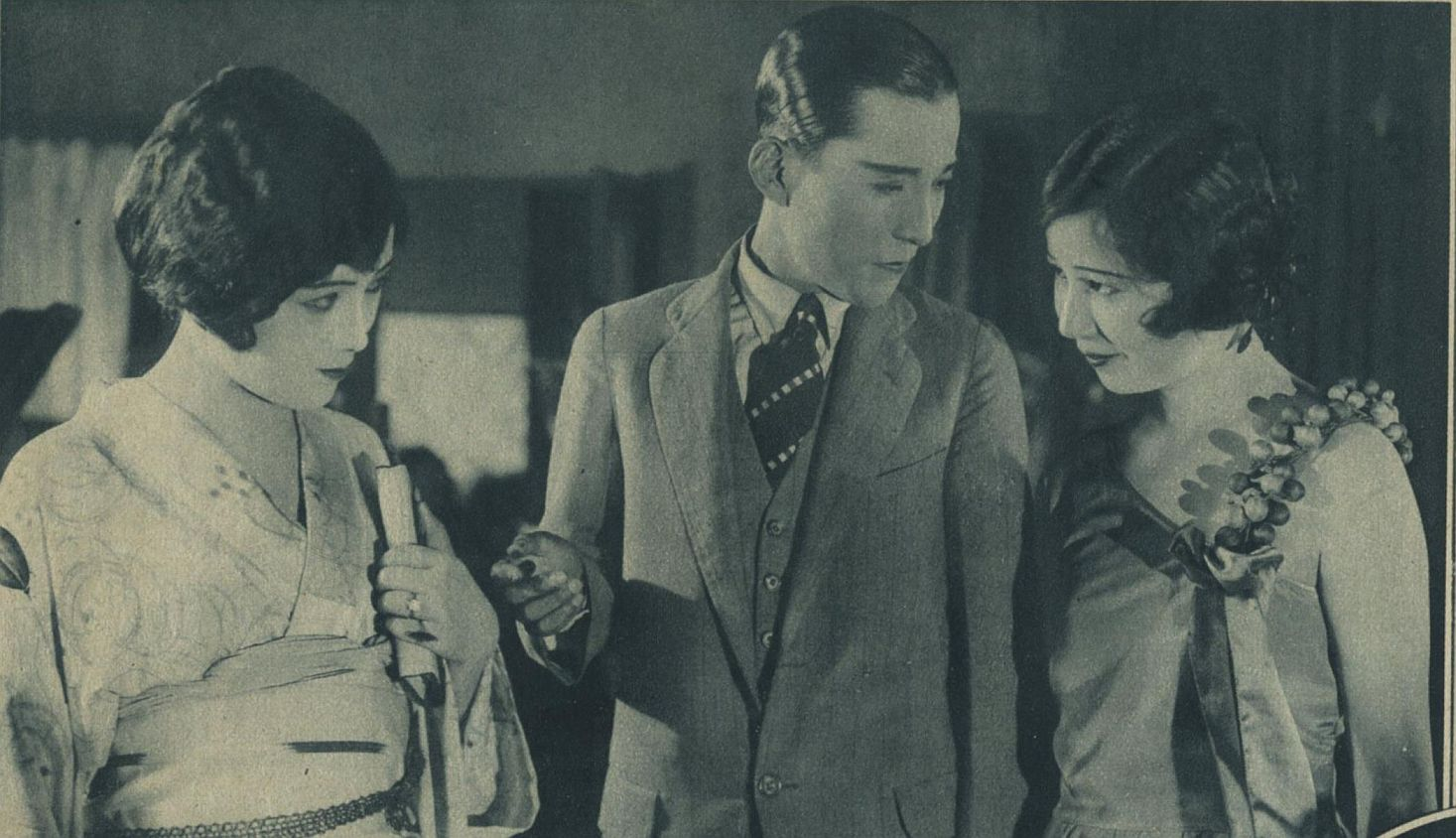
Kumeko Urabe, Tokihiko Okada et Shizue Natsukawa dans La Maison de poupée (1927).

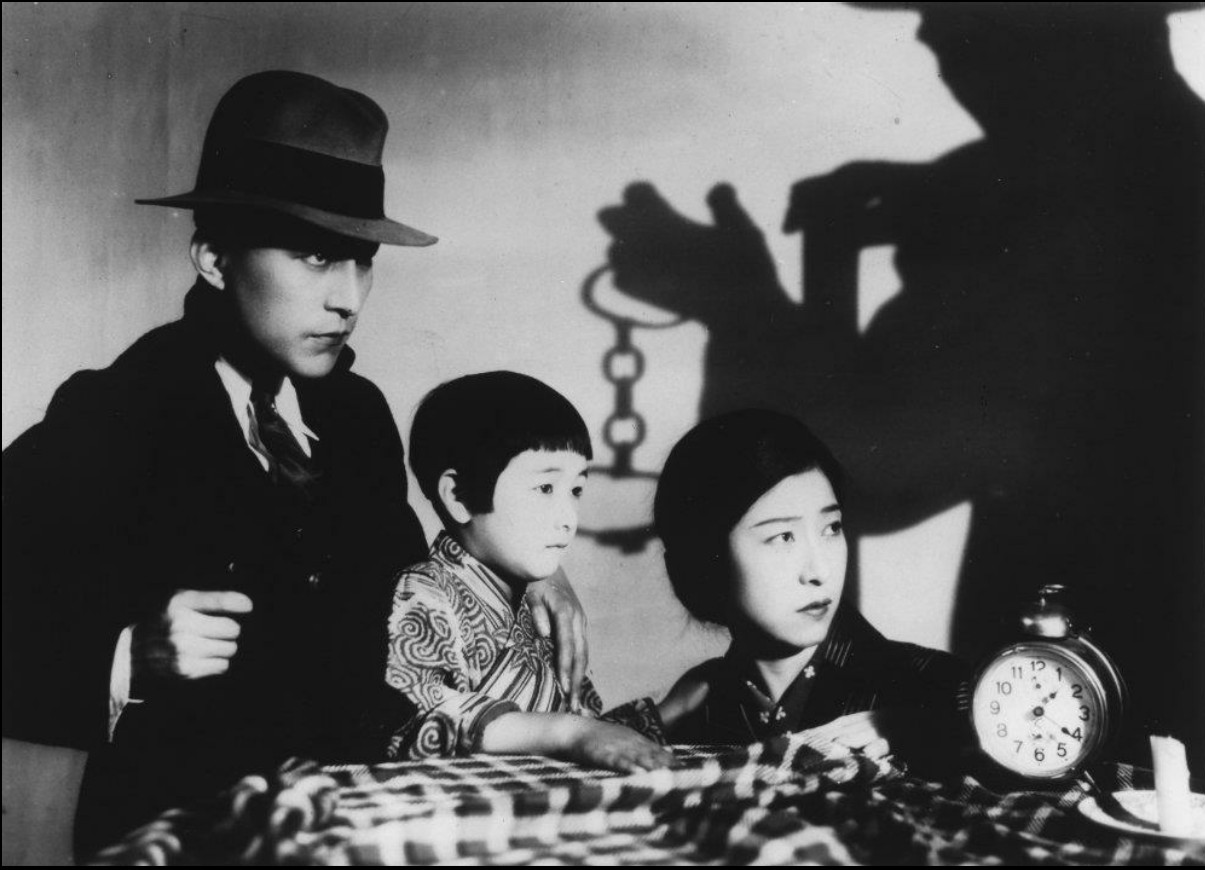
Tokihiko Okada, Mitsuko Ichimura et Emiko Yagumo dans L'Épouse de la nuit (1930).

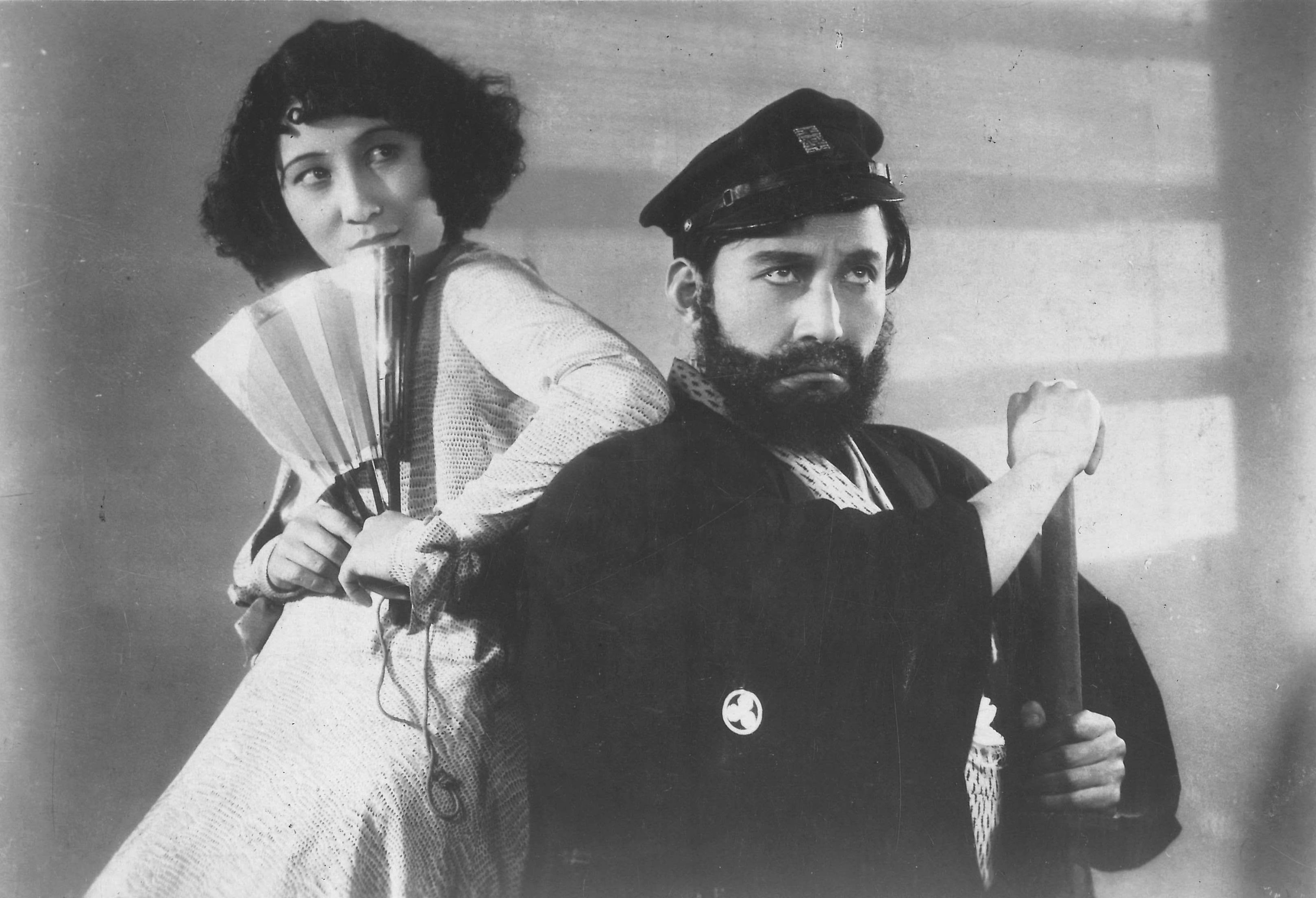
Satoko Date et Tokihiko Okada dans La Dame et le Barbu (1931).

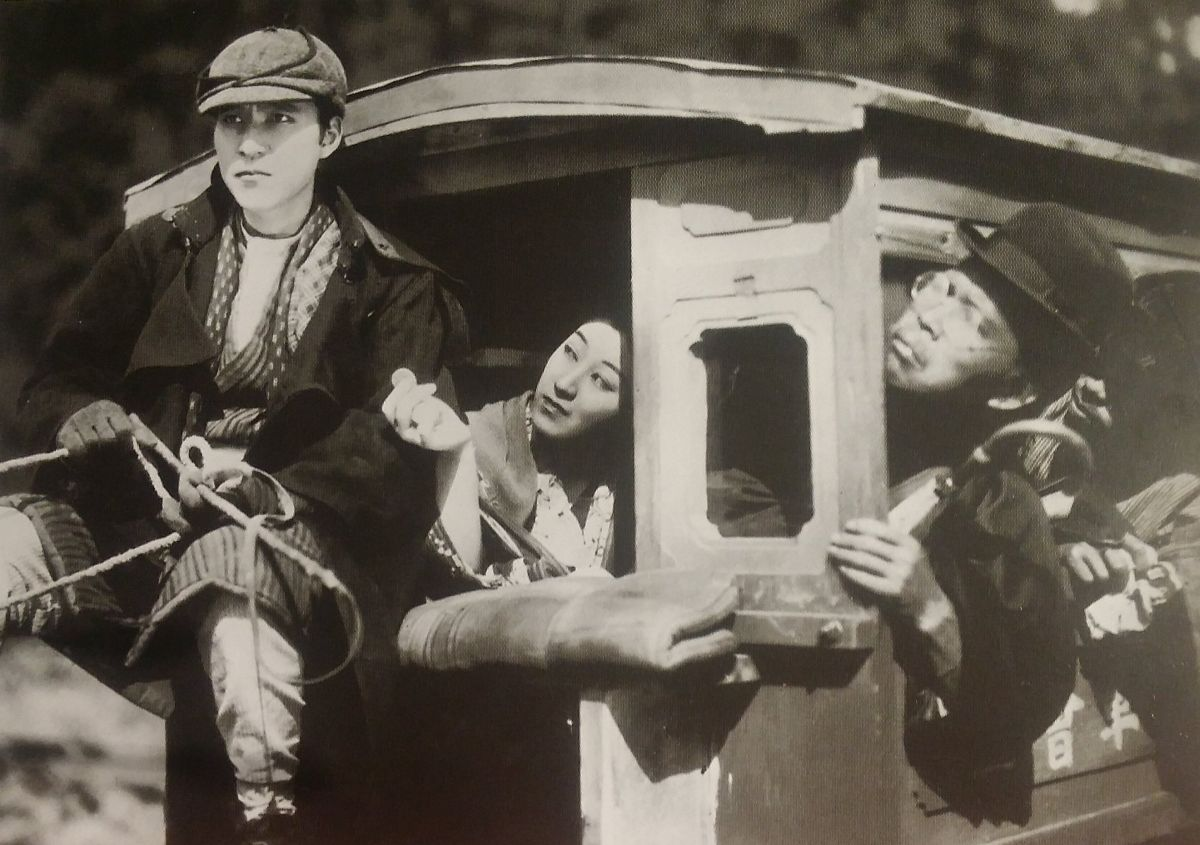
Tokihiko Okada et Takako Irie dans Le Fil blanc de la cascade (1933).

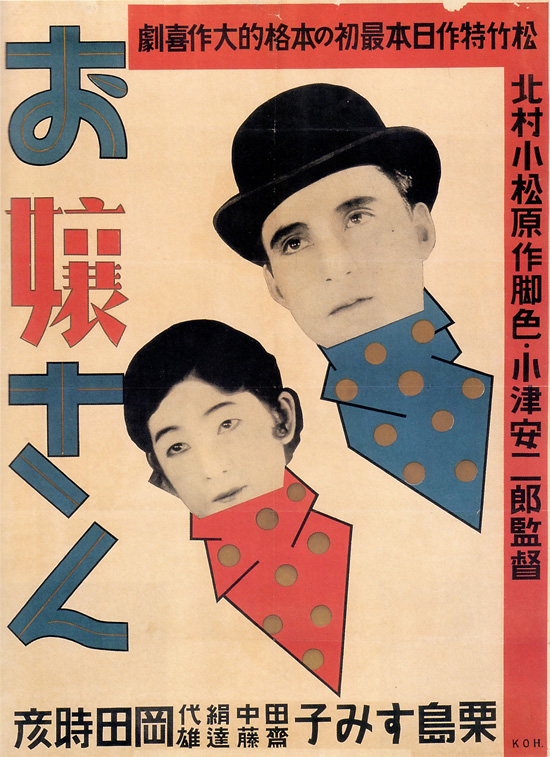
Affiche de Mademoiselle (1930).

La filmographie de Tokihiko Okada est établie à partir de la base de données JMDb.

### Les années 1920
- 1920 : Amateur Club (アマチュア倶楽部, Amachua kurabu?) de Thomas Kurihara (ja) : l'ami de Shigeru / Hideo Inoue / Hatsugiku
- 1920 :　Katsushika sunako (葛飾砂子?) de Thomas Kurihara (ja) : Kitsunosuke
- 1921 : Hinamatsuri no yoru (雛祭の夜?) de Thomas Kurihara (ja) : esprit de lapin
- 1921 : Jasei no in (蛇性の婬?) de Thomas Kurihara (ja) : Toyoo
- 1922 : Jindai no bōken (神代の冒険?) de Norimasa Kaeriyama
- 1924 : Natsukashiki haha (懐かしき母?) de Seika Shiba (ja) : Minoru Murase
- 1924 : Onna ni amai otoko no mure (女に甘い男の群?) de Kintarō Inoue : l'écrivain
- 1924 : Gion no haru: Chiri yuku hana (祇園の春 散り行く花?) de Banshō Kanamori (ja)
- 1924 : Kyōkan o idete (郷関を出てて?) de Kintarō Inoue
- 1924 : Ringo (林檎?) de Kōroku Numata (ja)
- 1924 : Koi no karyūdo (恋の猟人?) de Buntarō Futagawa : Kimio Yoshida
- 1924 : L'Esprit sain de la tempête (嵐の精霊, Arashi no seirei?) de Teinosuke Kinugasa
- 1924 : Donzoko (どん底?)  de Shigenori Sakata (ja) : Murakami
- 1924 : In yori You e (陰より陽へ?) de Shigenori Sakata (ja)
- 1925 : Kōfuku (幸福?) de Seika Shiba (ja)
- 1925 : Kōro (行路?) de Takuji Furumi (ja)
- 1925 : Dohatsu (怒髪?) de Seika Shiba (ja)
- 1925 : Kiro ni tachite (岐路に立ちて?) de Hisashi Fukagawa
- 1925 : Nadare (雪崩?) de Hisashi Fukagawa
- 1925 : Fumées (煙, Kemuri?) de Daisuke Itō
- 1925 : Ningen raisan (人間礼讃?) de Tokuji Ozawa (ja)
- 1925 : Wakōdo no chi wa odoru (若人の血は躍る?) de Frank Tokunaga (en)
- 1925 : Maboroshi no hosen (幻の帆船?) de Tōgō Yamamoto
- 1926 : La Lumière de l'amour d'une nouvelle vie (新生の愛光, Shinsei no aikō?) de Yutaka Abe
- 1926 : Ma femme est si mignone ! (女房可愛や, Nyōbō kawaiya?) de Yutaka Abe
- 1926 : Les Murmures d'une poupée en papier Haru (紙人形春の囁き, Kaminingyō haru no sasayaki?) de Kenji Mizoguchi : Sumio Kaijima
- 1926 : Reimei no uta (黎明の唄?) de Ritsu Kusuyama
- 1926 : Kyōkō to Shizuko (京子と倭文子?) de Yutaka Abe
- 1926 : Gantō no nazo (巌頭の謎?) de Frank Tokunaga (en)
- 1926 : Mito Kōmon (水戸黄門?) de Tomiyasu Ikeda : Tsunaeda Tokugawa
- 1926 : La Femme qui a touché les jambes (足にさはった女, Ashi ni sawatta onna?) de Yutaka Abe : Yumeo Matsudo
- 1926 : Les Nouvelles Îles japonaises (新日本島 前後篇, Shin Nippontō?) de Yutaka Abe : Second Lieutenant Yūzō Matsushima
- 1927 : Cinq femmes autour de lui (彼を繞る五人の女, Kare o meguru gonin no onna?) de Yutaka Abe
- 1927 : Ōkubo Hikozaemon (大久保彦左衛門?) de Tomiyasu Ikeda : Iemitsu Tokugawa
- 1927 : Tokkan koi no uijin (突貫恋の初陣?) de Shigeru Mokudō
- 1927 : Cœur aimable (慈悲心鳥, Jihi shinchō?) de Kenji Mizoguchi : Shunsuke Shinohara
- 1927 : Kenkokushi: Sonnō jōi (建国史 尊王攘夷?) de Tomiyasu Ikeda
- 1927 : La Maison de poupée (人形の家, Ningyō no ie?) de Yutaka Abe[6]
- 1927 : Le Cadavre silencieux (屍は語らず, Shikabane wa katarazu?) de Yutaka Abe
- 1928 : Duo de mariage (結婚二重奏, Kekkon nijūsō?) de Tomotaka Tasaka
- 1928 : Récit du remariage de la belle et de son promis (花嫁花婿再婚記, Hanayome hanamuko saikonki?) de Yutaka Abe
- 1928 : Zoku Mito Kōmon (続水戸黄門?) de Tomiyasu Ikeda
- 1928 : Haha izuko (母いづこ?) de Yutaka Abe
- 1928 : Ishin no Kyōraku: Ryū no maki - Tora no maki  (維新の京洛 竜の巻 虎の巻?) de Tomiyasu Ikeda
- 1928 : Torrent impétueux I (激流 前篇, Gekiryū zenpen?) de Minoru Murata
- 1928 : Torrent impétueux II (激流 後篇, Gekiryū kōhen?) de Minoru Murata
- 1928 : Kindai Cleopatra (近代クレオパトラ?) de Shuichi Hatamoto
- 1929 : Le Pont Nihon (日本橋, Nihon bashi?) de Kenji Mizoguchi[7]
- 1929 : Eiketsu Hideyoshi (英傑秀吉?) de Tomiyasu Ikeda
- 1929 : Les Fleurs du mandarinier sauvage (からたちの花, Karatachi no hana?) de Yutaka Abe[8]
- 1929 : Nikkatsu kōshin kyoku: Den'en hen (日活行進曲 田園篇?) de Seiichi Ina
- 1929 : Meibō ka (明眸禍?) de Yoshinobu Ikeda
- 1929 : Le Premier cri de l'amour (恋愛第一課, Ren’ai: Daiikka?) de Hiroshi Shimizu

### Les années 1930
- 1930 : Étreinte (抱擁, Hōyō?) de Hiroshi Shimizu
- 1930 : L'Épouse de la nuit (その夜の妻, Sono yo no tsuma?) de Yasujirō Ozu : Shuji Hashizume
- 1930 : Josei tengoku (女性天国?) de Kazunobu Shigemune
- 1930 : Wakamono yo naze naku ka (若者よなぜ泣くか?) de Kiyohiko Ushihara
- 1930 : Mademoiselle (お嬢さん, Ojōsan?) de Yasujirō Ozu : Tokio Okamoto
- 1931 : Kagayaku josei (輝く女性?) de Keisuke Sasaki
- 1931 : La Dame et le Barbu (淑女と髯, Shukujo to hige?) de Yasujirō Ozu : Kiichi Okajima
- 1931 : Otto yo naze naku ka (夫よなぜ泣くか?) de Hiromasa Nomura
- 1931 : Amour, sois avec l’humanité I - II (愛よ人類と共にあれ, Ai yo jinrui to tomo ni are I - II?) de Yasujirō Shimazu
- 1931 : Les Malheurs de la beauté (美人と哀愁, Bijin to aishū?) de Yasujirō Ozu
- 1931 : Le Chœur de Tokyo (東京の合唱, Tōkyō no kōrasu?) de Yasujirō Ozu : Shinji Okajima
- 1932 : Le Quai du Paradis (天国の波止場, Tengoku no hatoba?) de Yutaka Abe
- 1932 : Bible moderne (もだん聖書 当世立志読本巻一, Modan seisho: Tōsei risshi tokuhon kan'ichi?) de Yutaka Abe
- 1933 : Les Vagues de Suma (須磨の仇浪, Suma no adanami?) de Yutaka Abe
- 1933 : Hazama Kan'ichi (間貫一?) de Keigo Kimura
- 1933 : Le Fil blanc de la cascade (瀧の白糸, Taki no shiraito?) de Kenji Mizoguchi
- 1933 : La Fête à Gion (祇園祭, Gion matsuri?) de Kenji Mizoguchi
- 1933 : Le Nouveau Ciel I (新しき天 前篇, Atarashiki ten: Zenpen?) de Yutaka Abe
- 1933 : Le Nouveau Ciel II (新しき天 後篇, Atarashiki ten: Kōhen?) de Yutaka Abe
- 1933 : Quartier de la jeunesse (青春街, Seishungai?) de Minoru Murata